# ウィルソン駅
ウィルソン駅（ウィルソンえき、英語: Wilson Station）は、アメリカ合衆国ノースカロライナ州ウィルソン イースト・レールロード・ストリート500にある駅。 全米各地を結ぶ旅客鉄道のアムトラックが乗り入れている。

## 概要
当駅は、アトランティック・コースト・ライン鉄道（ACL）の駅としてスパニッシュ・テラコッタの屋根瓦と駅舎と同じ長さのホーム上屋を持つレンガ造フランドルスタイルの駅舎として設計され、1924年に建設された。復元工事は3期に亘って施工された。

## 利用可能な鉄道路線／列車
アムトラックの停車する列車は下記の通り。
ニューヨークとサバンナ間の昼行長距離列車パルメット号…1日1往復停車
ニューヨークとシャーロット間の昼行長距離列車カロリニアン号 …1日1往復停車